# 邗
邗（かん）は、周代の小規模な諸侯国の一つ。現在の江蘇省淮安市淮安区に位置する。春秋時代、邗は呉によって滅亡した。